# Halle de Solomiac
La halle de Solomiac est un édifice de la commune de Solomiac (Gers) destiné initialement au marché, situé sur la place centrale de la bastide.

## Histoire
Solomiac est une bastide créée en 1322. La halle destinée à abriter les marchés et les foires, au centre de la place centrale, a été construite en même temps que les maisons à couverts qui l’entourent. Certaines arcades sont en plein cintre, les autres sont à poutres droites. Construite essentiellement en bois, elle a probablement, comme ce type de bâtiment, connu de nombreuses réfections qui n’ont pas modifié fondamentalement sa structure originelle.
Solomiac était une place de marché importante pour le bétail et les volailles, qui se répartissaient en différents lieux de la commune. La halle était alors réservées aux marchandises : laines, peaux, cuirs, tissus, et poteries venues de Cox : oules, marmites, terrines, écuelles, gobelets

## Architecture

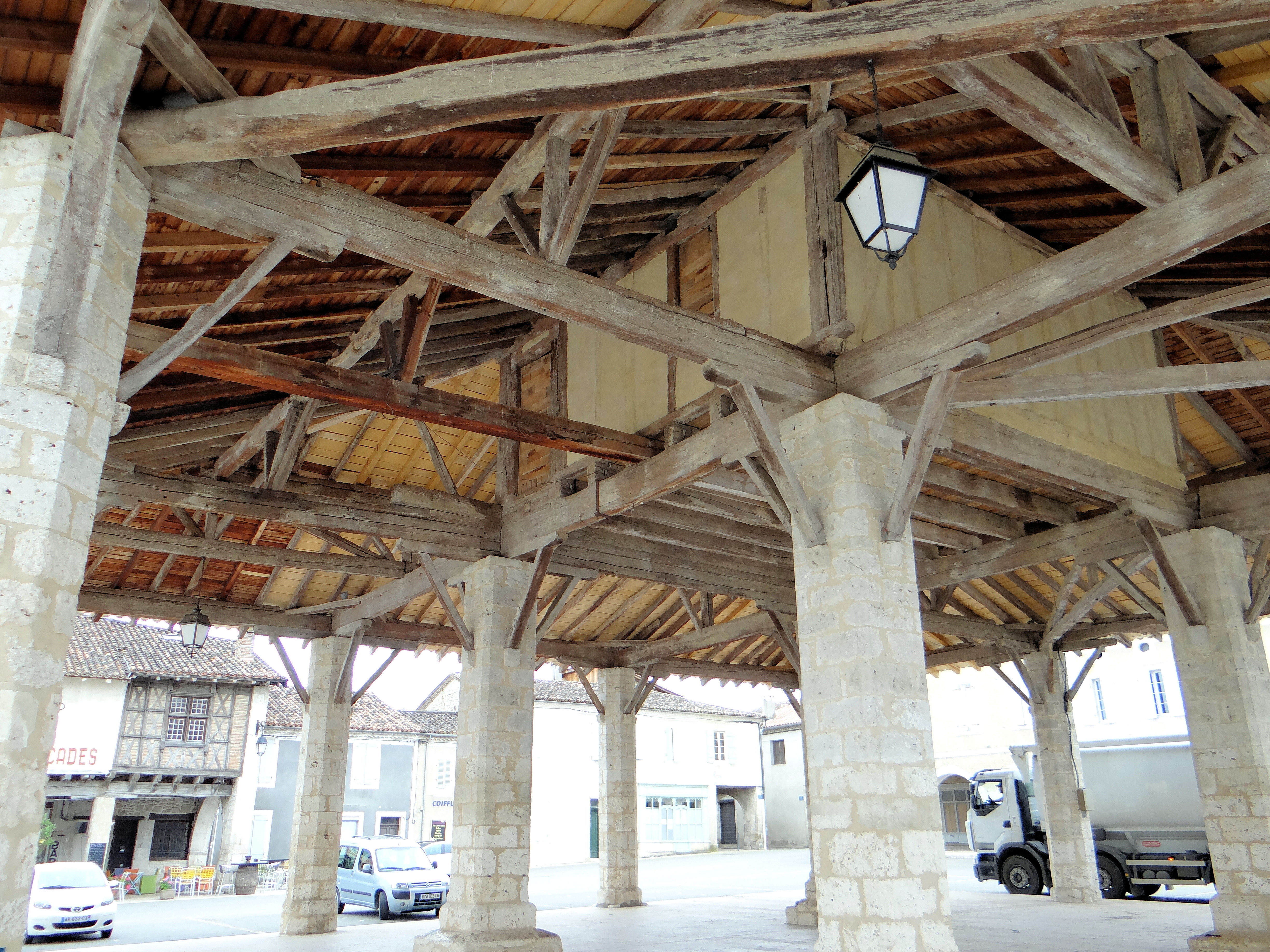
Intérieur de la halle

La halle est de plan carré, constituée d’une charpente formant un toit en pavillon à quatre pentes couvert en tuiles canal, reposant sur seize piliers en pierre : douze piliers périphériques de section octogonale, et quatre piliers intérieurs disposés en carré, de section carrée. La hauteur de la charpente au centre a permis d’aménager une salle en étage entre les quatre piliers centraux, en colombages et torchis, qui servait de salle de réunion à la municipalité avant la construction de la mairie.